# Silviu Bălace
Silviu Constantin Bălace (* 13. November 1978 in Caracal) ist ein ehemaliger rumänischer Fußballspieler. Er bestritt insgesamt 235 Spiele in der rumänischen Liga 1. Im Jahr 2007 gewann er mit Dinamo Bukarest die rumänische Meisterschaft.

## Karriere
Die Karriere von Bălace begann im Jahr 1997 beim FC Universitatea Craiova, wo er in der Schlussphase der Saison 1996/97 zu vier Einsätzen kam. In der darauf folgenden Spielzeit kam er nicht zum Zuge, woraufhin er im Jahr 1998 zum Absteiger CF Chindia Târgoviște in die Divizia B wechselte. Nach einem Jahr kehrte er nach Craiova zurück, schloss sich in der Winterpause aber dem Lokalrivalen Electro Bere Craiova an. Im Sommer 2000 verpflichtete ihn der Erstligist AS Rocar Bukarest, mit dem er am Ende der Spielzeit 2000/01 absteigen musste. Im Saisonverlauf war er zu zwölf Einsätzen gekommen. Bălace blieb Rocar auch eine Spielklasse tiefer erhalten. Nach der Hinrunde 2001/02 unternahm er einen erneuten Anlauf bei Universitatea Craiova. Nach nur fünf Einsätzen in der Rückrunde verließ er das Team im Sommer 2002 zu CSM Reșița in die Divizia B.
Nach der Hinrunde der Spielzeit 2002/03 erhielt Bălace die neuerliche Gelegenheit, in die Divizia A zu wechseln. Bei Politehnica AEK Timișoara gelang ihm in der Saison 2003/04 der Durchbruch, als er sich als Stammkraft etablieren konnte. Mit den ambitionierten Westrumänen konnte er sich in den folgenden Jahren im Mittelfeld der Divizia A platzieren. In der Winterpause 2006/07 holte ihn der Tabellenführer Dinamo Bukarest in die Hauptstadt. Mit der Meisterschaft 2007 gewann er seinen ersten Titel, verließ den Klub aber bereits nach einem halben Jahr zum Ligakonkurrenten FC Vaslui. Erneut avancierte er zum Stammspieler und schloss mit seiner Mannschaft die Saison 2007/08 auf dem siebenten Platz ab, was die Qualifikation zum UI Cup bedeutete, wo er Neftçi Baku ausschaltete, was die Teilnahme an der Qualifikation zum UEFA-Pokal bedeutete. Dort schied er mit seinem Team in der ersten Runde aus und verpasste dadurch die Gruppenphase.
In den folgenden Spielzeiten kam Bălace seltener zum Zuge und wurde in der Rückrunde 2009/10 an seinen früheren Klub Universitatea Craiova ausgeliehen. Nach seiner Rückkehr im Sommer 2010 konnte er die Spielzeit 2010/11 auf dem dritten Platz abschließen, was die Teilnahme an der Qualifikation zur Champions League bedeutete. In der Hinrunde 2011/12 kam er in den ersten vier Spielen zum Einsatz und wurde danach nicht mehr berücksichtigt. In der Winterpause verließ er den Klub deshalb und wechselte zu CS Turnu Severin in die Liga II. Durch einen dritten Platz stieg Turnu Severin zur Saison 2012/13 in die Liga 1 auf. Zu Beginn der Saison 2012/13 verließ er Turnu Severin bereits wieder und schloss sich dem Zweitligisten ACS Poli Timișoara. Auch mit „Poli“ gelang ihm der Aufstieg ins Oberhaus. Nach dem erneuten Abstieg 2014 bestritt ein noch wenige Spiele in der Liga II und beendete nach dem Wiederaufstieg 2015 seine Laufbahn.

## Erfolge
- UI-Cup-Sieger: 2008
- Rumänischer Meister: 2007